# Beaucaire (Gers)
Beaucaire è un comune francese di 296 abitanti situato nel dipartimento del Gers nella regione dell'Occitania.

## Società

### Evoluzione demografica
Abitanti censiti